# Пармиђанино
Ђироламо Франческо Марија Мацола (итал. Girolamo Francesco Maria Mazzola; Парма, 11. јануар 1503 — Казалмађоре, 24. август 1540) је био италијански сликар и бакрорезац, познатији као Пармиђанино, најзначајнији представник маниризма у горњој Италији. Открио је нове могућности у техници бакрописа. Познат је као портретиста и сликар фресака у Парми, Риму и Болоњи. Његово најпознатије дело је Богородица са дугим вратом.

## Биографија
Пармиђанино је учио уметнички занат у родном граду од својих стричева Пјера Иларио Филипа и Микелеа Мацоле, скромних провинцијских сликара. Даље је наставио у директном контакту с Коређом који је у то време радио на два велика циклуса фрески у Парми.
Његово прво значајно дело је Крштење Христово из 1519. године. Упоредо је радио на декорацији неколико капела храма св. Јована Крститеља у Парми.
Године 1524. одлази у Рим где упознаје дело Микеланђела и Рафаела које ће на њега снажно утицати. Познато је да је присуствовао сусретима и расправама о уметности који су били у организацији куће Паола Валдамбринија, секретара папе Климента VII, a које су такође посећивали Росо Фјорентино, Перин дел Вага и Ђулио Романо. Међу делима која је овом периоду створио истичу се Визија св. Јеронима из 1525. године, Мистично венчање св. Маргарите и Портрет Лоренца Сајба из исте године.